# Ferminia cerverai
 Ferminia cerverai o ferminia especie de ave endémica de Cuba, al igual que su género, del que es la única especie. Pertenece a la familia Troglodytidae del orden Passeriformes. Es una de las aves de más bello canto en Cuba.

## Nombres
Ferminia es derivado de Fermín y cerverai es “dedicado a Cervera”. La especie fue colectada por primera vez en 1926 por el naturalista español Fermín Zanón Cervera, y en su honor fue nombrada. En inglés se la nombra Zapata wren, aunque en un principio en la Revista Auk se la denominó Cervera´s Wren.

## Distribución
Es endémica de la zona de Santo Tomás en la Ciénaga de Zapata, provincia de Matanzas en Cuba occidental. Habita en una de las zonas menos cenagosas de la península de Zapata. Prefiere herbazales con matorrales dispersos, que se anegan estacionalmente.

## Descripción
Mide unos 16 cm de largo. El color general es castaño grisáceo. La cabeza tiene manchas pequeñas y en la espalda, las alas y la cola tiene barras negras. Por abajo es de color blanco parduzco, con los flancos barreados de negro. Los ojos son castaños. El pico es largo, de color beige grisáceo. La cola es larga y la suele poner hacia abajo cuando está posada. Las alas son cortas. Vuela poco, camina sobre la hierba sigilosamente. Canta fuerte y melodiosamente. Come lagartijas, insectos, moluscos, arañas y pequeñas frutas.

## Nido
Anidan de marzo a mayo. Su nido es globoso con entrada lateral. Pone dos huevos.

## Ave amenazada
Es un ave con categoría de amenaza de en peligro, por su hábitat restringido a una pequeña área donde nunca ha sido común. Su número parece estar disminuyendo. 